# Haro

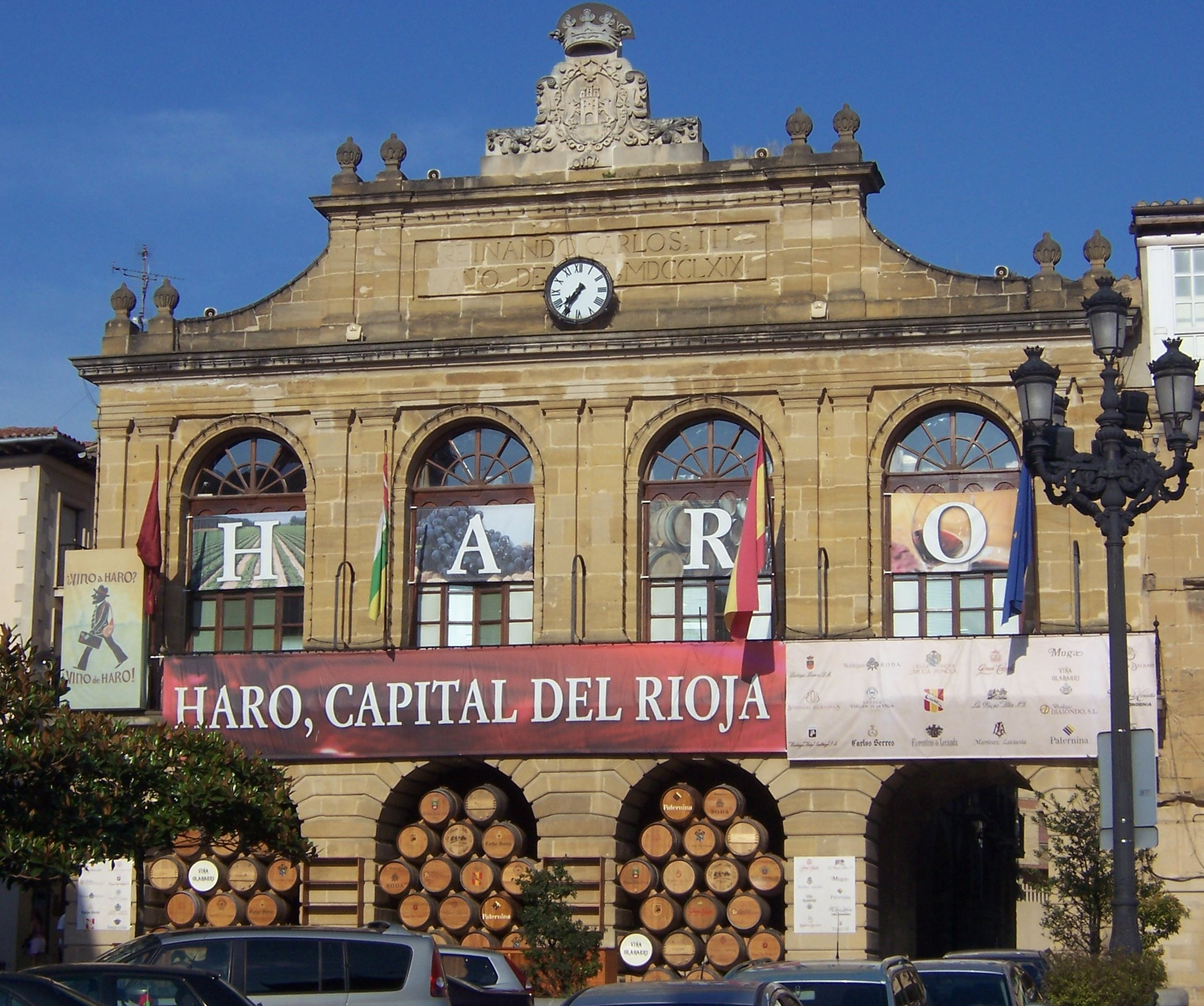
Primaria oraşului

Haro este un municipiu din sudul provincieiLa Rioja, Spania. Are o populație de 11 463 locuitori și o suprafață de 40,53 km².